# 럭비리그
럭비리그(Rugby League)는 럭비에서 파생된 구기 스포츠이다. 한국어권에서 '럭비'라고 불리고 있는 것은 럭비 유니언을 지칭이며, 럭비 리그는 럭비 유니온과 달리 13인제인 등 규칙이 약간 다르다.
오스트레일리아의 일부 지역(시드니 등의 동해안 일대)에서는 절대 인기를 자랑하고 있으며 해당 지역에서는 풋볼 또는 풋티 등으로 불리고 있다. 때로는 럭비 유니온과 대비하여 리그라고 불리기도 한다.

## 개요

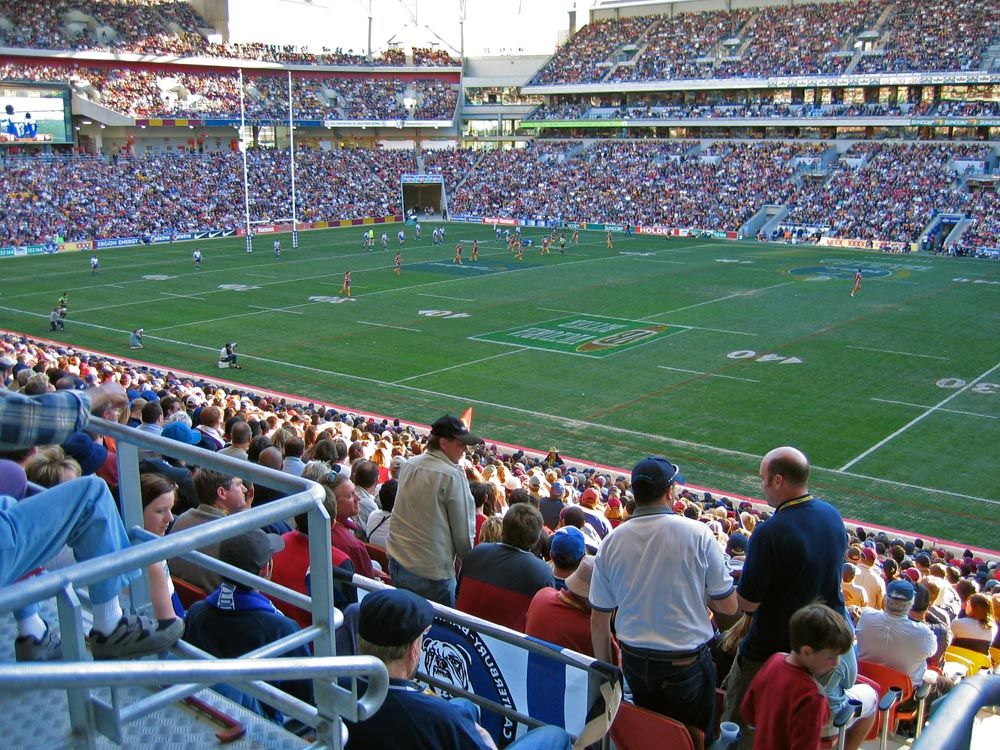
오스트레일리아 브리즈번에서의 럭비 리그 경기

1895년 8월 29일, 휴업 보상 문제 등을 계기로 잉글랜드 북부의 럭비팀들은 노던 럭비풋볼 유니언(Northern Rugby Football Union, NRFU)을 결성하며 럭비 유니언을 탈퇴하였다. NRU 결성 시점에서는 럭비 리그와 럭비 유니언의 규칙은 동일했으나, NRFU의 선수의 대부분이 아마추어였으므로 일부 부상의 가능성이 큰 규칙들이 폐지되어 현재의 럭비 리그의 규칙이 확립되어 갔다. NRFU는 1922년 이름을 럭비 풋볼 리그(Rugby Football League)로 바꾸었고, 오늘날 럭비 리그라는 이름은 여기에서 유래하고 있다.
또, 럭비 리그는 설립의 이유 자체가 재정적 문제였기 때문에 선수의 현금의 수수에 관해서는 극히 너그러우며 이 때문에 프로 선수가 일찍부터 존재하고 있었기는 하나 럭비 리그 자체가 프로 선수들만 뛰는 것은 아니며 아마추어 선수도 존재한다.

## 특징
- 태클이나 노크온(Knock On, 볼을 앞에 떨어뜨리는 것)의 시점에서 플레이를 중단시켜, 럭이나 몰 등의 밀집 상태를 배제하는 등, 항상 게임을 유동적으로 시키는 것을 중요시한다.
- 공격하는 측에서는 6회 태클을 당할 때까지 득점을 하지 못하면 공수 교대가 된다. 그러나 자진으로 공격권이 상대로 옮겨지면 핀치가 되기 위해서 5번째로 크게 적진에 볼을 차 포함 공격권을 상대에게 건네주는 것이 많다.
- 일반적으로 스크럼이나 킥의 빈도가 적다.
- 트라이에 의한 득점은 4점, 트라이 이후 컨버전킥에 의한 득점과 페널티골로 얻는 득점은 2점씩이다. 드롭골의 득점은 1점이다.
- 플레이어의 등번호의 순서가 유니온과 반대(유니온:포워드→박스의 순서, 리그:박스→포워드의 순서)이다.

## 같이 보기
- 국제 럭비리그 연맹
- 풋볼
- 럭비
- 럭비 리그 월드컵
- 내셔널 럭비 리그
- 슈퍼리그 (럭비)